# Burgdorfer Krimitage
Die Burgdorfer Krimitage ist ein Literaturfestival in der Schweiz. Es wurde 1993 gegründet und wird seit 1994 alle zwei Jahre in Burgdorf (Kanton Bern) durchgeführt. Die Veranstalter schreiben dazu:
"Während zehn Tagen wird dem Krimi in all seinen Erscheinungsformen gefrönt: In über 50 Veranstaltungen kommen berühmte Krimiautoren zum Einsatz, offenbaren Musiker die dunkle Seite ihrer Seelen, flimmern Krimis über die Leinwand, wird auf Bühnenbrettern gemordet und auf literarischen Spuren gewandelt, Tatorte werden untersucht, fiktive und reale Verbrechen erörtert, unlösbare Fälle aufgeklärt. Spezialisten und Experten kreuzen wortreich die Klingen, und in der Krimibeiz fliesst der rote Saft bis spät hinein in die schwarze Nacht."
Seit dem Jahre 2000 wird der mit 5000 Franken dotierte Burgdorfer Krimipreis vergeben. Der Verein Burgdorfer Krimitage hat 2004 den Kulturpreis der deutschsprachigen Kommission für allgemeine kulturelle Fragen des Kantons Bern erhalten.